# Intercanvi de gasos
L'intercanvi de gasos és un procés en biologia en el qual els gasos continguts en un organisme i l'atmosfera es transfereixen o intercanvien. En els mamífers els gasos que es troben a la sang s'intercanvien amb els gasos continguts en l'atmosfera en els pulmons, aquest procés s'anomena hematosi. En organismes unicel·lulars la superfície respiratòria i l'intercanvi de gasos està regida per la Llei de Fick.

## Física pulmonar
La força principal aplicada en el tracte respiratori la subministra la pressió atmosfèrica. A nivell de mar la pressió atmosfèrica total és de 760 mmHg (101 kPa), amb l'oxigen (O₂) que proporciona una pressió parcial (pO₂) de 160|mmHg, 21% per volum, al sac alveolar. La baixada de pressió es deu a la pèrdua d'oxigen a mesura que aquest viatja a través del passatge de transport.

## Intercanvi
De manera similar, CO₂, el qual és un resultat de la respiració del teixit cel·lular, també s'intercanvia. El pCO₂ canvia de 45 a 35mmHg en els alvèols. La concentració d'aquest gas en l'alè es pot mesurar fent servir un capògraf. Com a mesurament secundari, la taxa de respiració es pot derivar de la forma d'ona del CO₂ de la respiració.

### Gasos traça
Els gasos traça presents en la respiració a nivells menors que una part per milió són amoníac, acetona, isoprè.

## Difusió
La sang transporta oxigen, diòxid de carboni i ions hidrogen entre els teixits i els pulmons. La majoria del CO₂ transportat en la sang es dissol en plasma (principalment dissolt com hidrogencarbonat; 60%). Una petita fracció es transporta en els glòbuls vermells combinat amb la porció globina de l'hemoglobina com carbaminohaemoglobina. Aquesta és la part química dels glòbuls vermells que ajuda en el transport d'oxigen i nutrients al voltant del cos, però, aquest cop, és el diòxid de carboni que és transportat de nou als pulmons.
A mesura que el CO₂ es difon cap al corrent sanguini, és absorbit pels glòbuls vermells abans que la major part es converteixi en H₂CO₃ per la anhidrada del carbònic, un enzim que no és present en el plasma. El H₂CO₃ es dissocia en H+ i HCO−
3. El HCO−
3 marxa dels glòbuls vermells intercanviat per Cl−. Els ions hidrogen es treuen per tampons (buffers) en la sang (Hb).

## Control de la respiració
El control involuntari de la respiració es deu a la respiració rítmica generada pel nervi frènic per tal d'estimular la contracció i relaxació del diafragma durant la inspiració i expiració. La ventilació és controlada par la pressió parcial de l'oxigen i el diòxid de carboni a la concentració dels ions hidrogen. El control de la respiració pot variar en certes circumstàncies com és l'exercici.